# USS Tuna (SS-203)
USS Tuna (SS-203) – amerykański okręt podwodny z czasów drugiej wojny światowej typu Tambor. Zatopił cztery jednostki japońskie o łącznej pojemności 14 986 BRT.